# Linia kolejowa nr 432
Linia kolejowa nr 432 – dwutorowa, zelektryfikowana, drugorzędna linia kolejowa łącząca stację Szczecin Wstowo ze stacją Szczecin Turzyn. 
Obecnie linia kolejowa dostępna dla ruchu towarowego. Na przystanku osobowym Szczecin Wzgórze Hetmańskie znajduje się stacja postojowa dla EZT Oddziału Zachodniopomorskiego Polregio.
Prędkość maksymalna na linii wynosi 60 km/h od km -0,103 do 2,294 w torze nr 1, natomiast od km 2,294 do 4,205 40 km/h. Prędkość w torze nr 2 od km -0,103 do 4,205 wynosi 40 km/h. 